# Любичів
Лю́бичів — найбільший в Україні (площа понад 4500 га) річковий острів, розташований на межі Броварського та Вишгородського районів Київської і Чернігівський району Чернігівської областей. Омивається водами Десни та її протоки Любича.
На острові знаходяться численні озера (Приворот, Вибга, Яма, Домаха, Утянка, Оринин Ріг, Карачовка, Укрепльонне, Вузенька, Гнилуша, Хрестя, Корчувате, Задоріжжя, Яма (Воропаївська), Соболівський бродець, Літковчанський бродець, Хлівче, Бокланка, Чобіток, Хрестище, Пудстань), урочища (Задоріжжя, Марків острів, Дудчин острів, Дубова), струмки (Гончарівка, Млиновище), долини («Різникова, Прокоповичова, Довга, Квасолька, Хомині долини, Старкове, Вирок»). Південна частина острова біля Літок, обмежена з півночі струмком Гончарівка, має місцеву назву Великий Луг, Північна частина острова з іншого боку Гончарівки, має назву «Лужок».
Попри цілковиту відповідність критеріям острова (зусебіч оточений водою), донедавна[коли?] географами ним не вважався. Цим пояснюється його відносна невідомість широкому загалу.

## Природа та екологія
З давніх давен Любичів незаселений. Через піщані ґрунти і значну кількість невеликих водойм та заболоченість територія острова є малопридатною для землеробства. Тут випасали худобу, заготовляли сіно, полювали та рибалили, будували млини.
Природа острова — унікальна. 220 видів вищих судинних рослин. 63 види птахів, 8 — ссавців, 5 — земноводних, 2 — плазунів. Деякі з них внесені до Червоної книги України, Міжнародного Червоного списку, перебувають під охороною Бернської та Боннської конвенцій.
Любичів розташований у межах Деснянського пролітного шляху птахів під час сезонних міграцій.

## Історія
Археологічні дослідження на острові поки що не проводилися, проте відомі поодинокі знахідки матеріалів культури ямково-гребінцевої кераміки.
Вочевидь, Любичів ще в давнину слугував природним сховищем від ворожих нападів для місцевого населення. У новітні часи, під час «зачистки території» відступаючими німецькими військами восени 1943 р., сюди тікали мешканці охоплених полум'ям довколишніх сіл.

## Населені пункти навколоострова
Броварський район Київської області:
- Літки,
- Соболівка,
- Літочки.

Вишгородський район Київської області:
- Жукин,
- Боденьки,
- Пірнове,
- Вища Дубечня.

Чернігівський район Чернігівської області:
- Крехаїв.

## Заповідний статус
В 2005—2007 роках у рамках спільної експедиції до заплави Десни острів Любичів обстежено співробітниками Інституту зоології НАН України, Національного екологічного центру України [Архівовано 12 травня 2008 у Wayback Machine.], Київського університету та Благодійного фонду «Київська ландшафтна ініціатива». Фахівці дійшли висновку, що заплава Десни перебуває у природному стані, та ініціювали розробку концепції створення на її території Національного природного парку з робочою назвою «Подесіння».
Створення національного парку наразі є надзвичайно актуальним у контексті одного із епізодів сумнозвісної «земельної лихоманки» на Київщині — незаконного будівництва на березі Любича біля Соболівки котеджного містечка з власними каналами для проходу яхт та причалом. Проте можливість включення до складу національного парку всієї території острова є сумнівною — внаслідок розпаювання його земель біля тієї ж Соболівки і періодичної появи їх у вільному продажу.